# Raveniopsis ruellioides
Raveniopsis ruellioides är en vinruteväxtart som först beskrevs av Daniel Oliver, och fick sitt nu gällande namn av Richard Sumner Cowan. Raveniopsis ruellioides ingår i släktet Raveniopsis och familjen vinruteväxter. Inga underarter finns listade i Catalogue of Life.